# Swatting

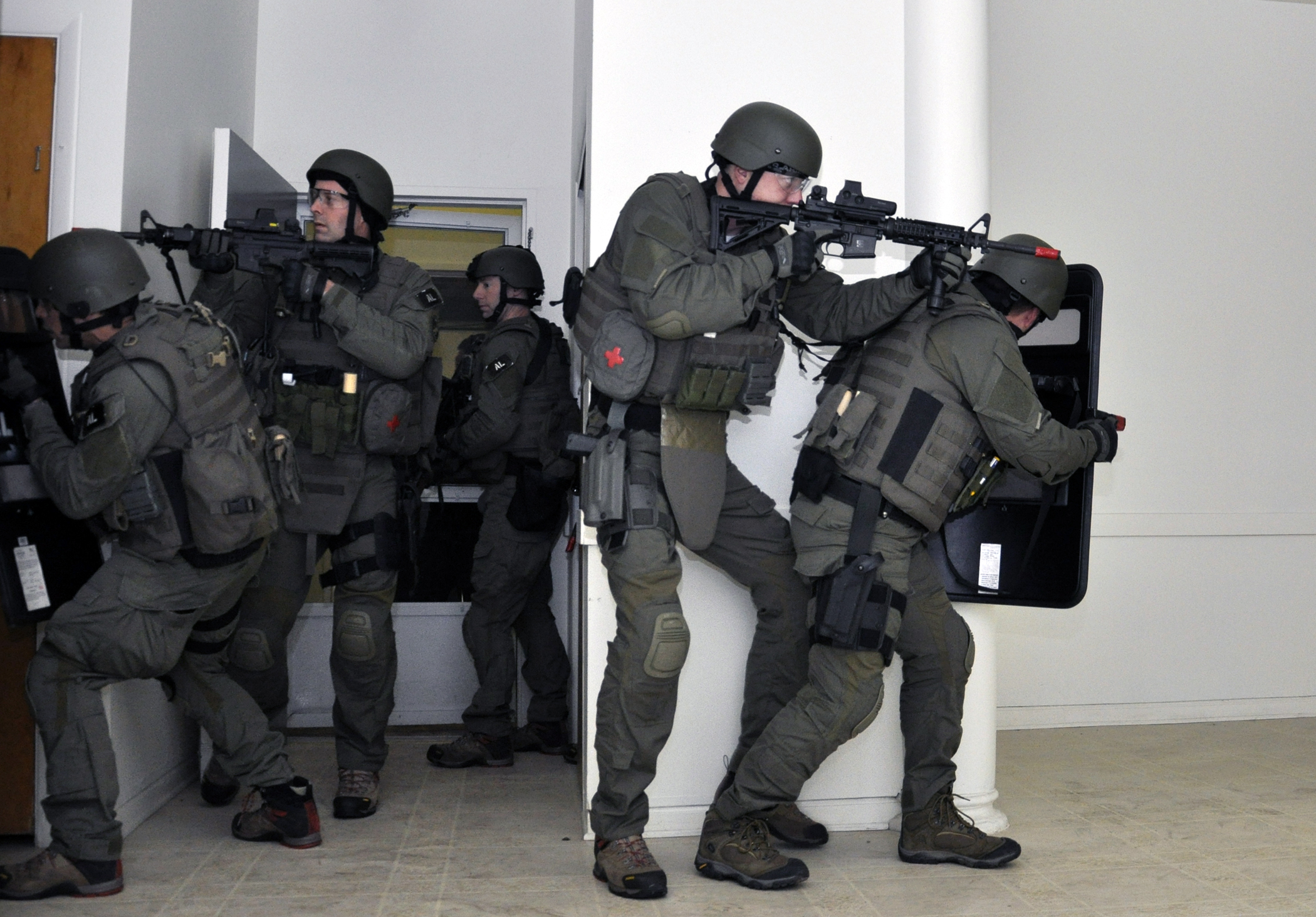
Uma equipe da SWAT do FBI durante treinamento

Swatting é uma tática criminosa de assédio que consiste em enganar um serviço de emergência (através de meios tais como o embuste de um operador de serviços de emergência) para enviar a polícia ou uma equipe de resposta de serviço de emergência para o endereço de uma pessoa. Tal tática é provocada a partir de uma denúncia falsa de uma grave emergência como uma ameaça de bomba, assassinato, situação de reféns, ou uma denúncia falsa de uma emergência de saúde mental, como a denúncia de que uma pessoa é alegadamente suicida ou homicida e pode ou não estar armada, entre outras coisas.
Swatting acontece principalmente nos Estados Unidos. O termo é derivado da unidade policial "SWAT" (Special Weapons and Tactics), um tipo especializado de unidade policial dos Estados Unidos. Essas unidades são equipadas com equipamentos táticos e armas que diferem das unidades de patrulha casuais e são acionadas para situações consideradas de alto risco. Uma ameaça pode resultar na evacuação de escolas e empresas. Algumas pessoas pedem que swatting seja descrito como terrorismo devido ao seu uso para intimidar e criar o risco de ferimentos ou morte.
Fazer denúncias falsas aos serviços de emergência é uma ofensa criminal em muitas jurisdições, muitas vezes punível com multa ou prisão. Em março de 2019, um homem da Califórnia foi condenado a 20 anos de prisão por realizar um swatting fatal em 2017. Swatting acarreta um alto risco de violência e faz com que dinheiro de impostos seja desperdiçado pela cidade ou condado ao responder a uma denúncia falsa de uma emergência grave, bem como responsabilidade se as coisas derem errado.
:1 Na Califórnia, os swatters arcam com o "custo total" da equipe de resposta, que pode levar a multas de até 10 000 dólares se ocorrerem grandes lesões corporais ou morte.

## Origens
Ameaças de bomba eram uma preocupação para a polícia na década de 1970, com alguns prédios públicos, como aeroportos, sendo evacuados em resposta a denúncias falsas que foram feitas para causar pânico em massa e perturbação pública, ou para atrasar exames em instituições educacionais. Nas últimas décadas, as pessoas que fazem as denúncias falsas às vezes fazem uso de técnicas para disfarçar sua identidade ou país de origem.
Swatting tem origem em trotes para serviços de emergência. Ao longo dos anos, as pessoas que fazem essas chamadas usam técnicas cada vez mais sofisticadas para direcionar unidades de tipos específicos. Em particular, as tentativas de enviar equipes da SWAT para locais específicos geraram o termo swatting. O termo foi usado pelo FBI já em 2008, e também entrou no Oxford Dictionaries Online em 2015.

## Técnicas
Técnicas de falsificação do ID de chamadas, engenharia social, uso de dispositivos de telecomunicação para surdos-mudos, trotes e phreaking podem ser combinadas de várias maneiras pelos perpetradores de swatting. Os sistemas de serviço de emergência (incluindo sistemas de telefonia computadorizado e operadores humanos) foram enganados por denúncias feitas de cidades a centenas de quilômetros de distância do local da suposta denúncia, ou até mesmo de outros países. A pessoa que liga normalmente faz uma chamada para o 911 usando um número de telefone falso (de modo a ocultar a sua localização real) com o objetivo de enganar as autoridades de emergência para responder com uma equipe da SWAT a uma emergência inventada.
Swatting está ligado à ação de doxing, que consiste em obter e transmitir, muitas vezes pela Internet, o endereço e os detalhes de um indivíduo com a intenção de assediá-lo ou colocá-lo em perigo.

## Medidas contra oswatting
Em outubro de 2018, o Departamento de Polícia de Seattle adotou uma abordagem em três frentes para combater o swatting: educar os operadores do 911 para identificar possíveis chamadas de swatting, garantir que os policiais estejam cientes do potencial de uma situação falsa e criar um registro opcional para pessoas que temem que possam se tornar vítimas de swatting, como jornalistas, celebridades ou streamers. Usando o registro, essas pessoas podem fornecer informações cautelares para a polícia, que informará os policiais que responderem a possíveis tentativas de swatting direcionadas ao endereço da vítima.
O repórter de segurança Brian Krebs recomenda que os departamentos de polícia tomem cuidado extra ao responder às chamadas recebidas em seus números não emergenciais, ou através dos serviços texto-para-fala (DTSM), já que esses métodos são frequentemente empregados por swatters fora da área que não podem conectar-se ao centro 911 regional.

Em setembro de 2019, o Departamento de Polícia de Seattle formou o Swatting Mitigation Advisory Committee, um grupo de especialistas no assunto, representantes da comunidade e da polícia. O objetivo do comitê é entender melhor o swatting coletando e analisando dados, formalizando protocolos e defendendo uma conscientização e prevenção mais amplas. O comitê é atualmente copresidido por Naveed Jamali e Sean Whitcomb, criador do registro anti-swatting.

## Lesões ou mortes devido aoswatting

### Incidente de 2015
Em 15 de janeiro de 2015, em Sentinel, Oklahoma, Condado de Washita, os operadores receberam ligações de emergência de alguém que se identificou como Dallas Horton, que disse aos operadores que havia colocado uma bomba em uma pré-escola local. Os xerifes do Condado de Washita e o chefe de polícia sentinela Louis Ross fizeram a entrada forçada na residência de Horton. Ross, que usava um colete à prova de balas, foi baleado várias vezes por Horton. Investigações posteriores revelaram que as ligações não se originaram da casa e levaram os agentes do Departamento de Investigação do Estado de Oklahoma a acreditar que Horton não sabia que eram policiais que estavam entrando. James Edward Holly confessou aos investigadores que fez as ligações com dois telefones "que não funcionam" porque estava zangado com Horton. Ross, que foi baleado várias vezes no peito e no braço, ficou ferido, mas foi tratado por seus ferimentos e liberado de um hospital local.

### Incidente de 2017
Em 28 de dezembro de 2017, um policial de Wichita atirou em um civil chamado Andrew Finch em sua casa no Kansas em um incidente de swatting. Andrew Finch morreu mais tarde em um hospital. Com base em uma série de postagens no Twitter, o jornal The Wichita Eagle sugere que Finch foi a vítima não intencional do swatting depois que dois jogadores de Call of Duty: WWII no mesmo time entraram em uma discussão sobre uma aposta de 1,50 dólares. Em 29 de dezembro de 2017, o Departamento de Polícia de Los Angeles prendeu o "swatter em série" Tyler Raj Barriss, de 25 anos, conhecido online como "SWAuTistic" e no Xbox Live como "GoredTutor36", em conexão com o incidente. Em 2018, Barriss foi indiciado por um grande júri federal junto com outros dois envolvidos no incidente. De acordo com o procurador dos Estados Unidos, Stephen McAllister, a acusação de fraude acarreta uma pena máxima de prisão perpétua, enquanto outras acusações acarretam sentenças de até 20 anos. Em 29 de março de 2019, Barriss foi condenado a 20 anos de prisão. O jogador da aposta que recrutou Barriss se declarou culpado de acusações criminais de conspiração e obstrução da justiça e foi condenado a 15 meses de prisão, além de dois anos de proibição de jogar jogos eletrônicos.

### Incidente de 2020
Em 27 de abril de 2020, Mark Herring, um homem de sessenta anos de Bethpage, Tennessee, morreu de ataque cardíaco depois que a polícia respondeu a denúncias falsas de uma mulher sendo morta em sua casa. O golpe foi organizado na tentativa de forçar o homem a desistir do nome de usuário de sua conta no Twitter "@tennessee". Shane Sonderman foi condenado a cinco anos de prisão pelo swatting e condenado a pagar uma multa de 250 000 dólares. Um menor no Reino Unido também estava envolvido, mas ele não pôde ser extraditado ou identificado por ser menor de idade.

## Outros casos notáveis
Em 2013, várias celebridades dos EUA foram vítimas de swatting, incluindo Sean Combs (P. Diddy). No passado, houve incidentes de swatting nas casas de Ashton Kutcher, Tom Cruise, Chris Brown, Miley Cyrus, Iggy Azalea, Jason Derulo, Snoop Dogg, Justin Bieber e Clint Eastwood.
Em 2013, uma rede de fraudadores envolvidos em carding e doxing de funcionários públicos usando relatórios de crédito roubados atacou o especialista em segurança de computadores Brian Krebs com denúncias policiais maliciosos. Mir Islam, o líder do grupo, também havia usado swatting contra o promotor Stephen P. Heymann, o congressista Mike Rogers, e contra uma garota que ele estava perseguindo na Internet que recusou suas propostas românticas. Islam foi condenado por doxing e por fazer swatting em mais de 50 figuras públicas, incluindo Michelle Obama, Robert Mueller, John Brennan e Krebs, e foi sentenciado a dois anos de prisão. O hacker de computador ucraniano Sergey Vovnenko foi condenado por tráfico de cartões de crédito roubados, além de planejar comprar heroína e enviá-la para Brian Krebs e, em seguida, praticar swatting nele. Ele foi condenado a 15 meses de prisão na Itália e 41 meses de prisão em Nova Jérsei.
Hal Finney, um cientista da computação paralisado com ELA, sofreu swatting em 2014 depois de se recusar a pagar uma taxa de extorsão de 400 000 dólares. Finney enfrentou condições frias e inseguras em seu gramado por meia hora enquanto a polícia vasculhava sua casa. Ele continuou recebendo ameaças até sua morte em agosto de 2014.
Devido à popularidade dos serviços de streaming, muitos streamers se tornaram vítimas de swatting. Duas semanas após as Finais da Copa do Mundo de Fortnite, onde Kyle "Bugha" Giersdorf, de 16 anos, ganhou 3 milhões de dólares e o título de melhor jogador solo de Fortnite, ele foi derrotado durante uma transmissão ao vivo no Twitch. Outros streamers como Ben "DrLupo" Lupo afirmaram que ele sofreu swatting três vezes em um mês. Outros streamers de jogos populares foram vítimas de golpes, incluindo Tyler "Ninja" Blevins.

## Leitura complementar
- «The Crime of 'Swatting' — Fake 9-1-1 Calls Have Real Consequences». Federal Bureau of Investigation. 3 de setembro de 2013
- Wilson, Simone (8 de novembro de 2012). «SWATting, a Deadly Political Game». LA Weekly
- Sterling, Bruce (30 de novembro de 2007). «Guilty Plea: Phone Phreaks Use Caller-ID Spoofing to Get Foes Raided By SWAT | Threat Level from Wired.com». Wired
- Omega, Jan (8 de setembro de 2014). «Teenager Receiving Life In Prison For 'Swatting' Gamer Is A Satirical Hoax Which Stirred Social Media». Inquisitr
- Klepek, Patrick (17 de fevereiro de 2015). «Meet A Teenager Who Says He's A Swatter». Kotaku